# Stanisław Biały

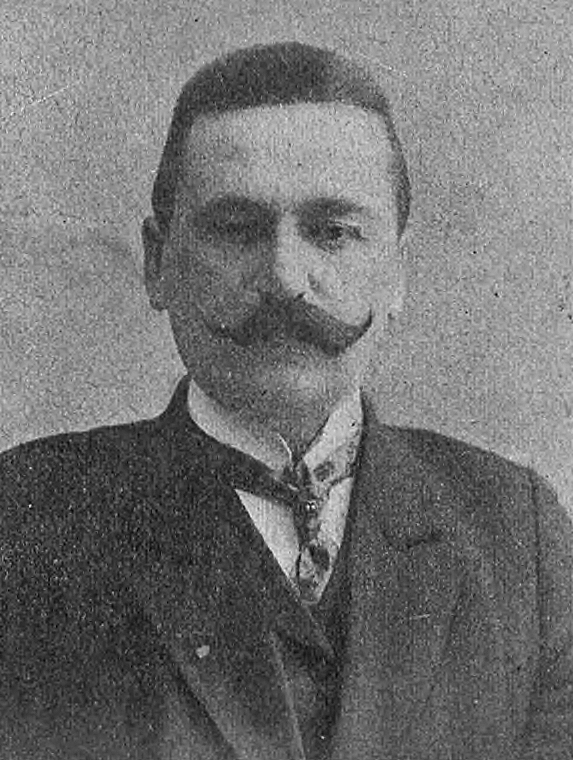
Stanisław Biały (1911)

Stanisław  Biały (* 19. April 1868 in Korniaktów, Bezirk Łańcut, Galizien; † 3. August (nach anderen Angaben: 4. August) 1932 in Brzozów, Polen) war ein österreichisch-polnischer Rechtsanwalt und Politiker, der unter anderem zwischen 1907 und 1918 Mitglied des Österreichischen Abgeordnetenhauses sowie von 1922 bis 1927 Mitglied des Senats der Republik Polen war.

## Leben
Stanisław Biały, Sohn des Landwirts und Gemeindesekretärs Marcin Biały, besuchte zwischen 1879 und 1887 das Gymnasium in Rzeszów und darauf von 1887 bis 1889 das Katholische Priesterseminar in Przemyśl, welches er jedoch ohne Abschluss verließ. Im Anschluss begann er 1889 ein Studium der Rechtswissenschaften an der Universität Lemberg und setzte dieses an der Universität Czernowitz fort, an der er einen Doktor der Rechte erwarb. Nach einer Verwendung im Gerichtsdienst in Galizien wurde er 1897 Auskultator am Kreisgericht Sanok sowie 1898 Adjunkt am Kreisgericht Wiśniowczyk im Bezirk Podhajce. 1900 wechselte er an das Bezirksgericht Brzozów und wurde daraufhin 1904 Gerichtssekretär am Bezirksgericht Kulików im Bezirk Żółkiew. 1905 kehrte er als Bezirksrichter zum Bezirksgericht Brzozów und wurde dort 1908 Vorstand des Bezirksgerichts.
Bei der Reichsratswahl 1907 wurde Biały im Wahlbezirk Galizien 52, der die Gerichtsbezirke Brzozów und Tyczyn sowie 18.211 Wahlberechtigte umfasste, erstmals zum Mitglied des Abgeordnetenhauses gewählt und gehörte diesem nach seiner Wiederwahl bei der Reichsratswahl am 13. Juni 1911 in der elften und zwölften Legislaturperiode vom 17. Juni 1907 bis zum 12. November 1918 an. Während seiner Parlamentszugehörigkeit wurde er 1907 zunächst Mitglied des Polen-Klubs (Koło polskie), dann im Mai 1908 des Klubs der Polnischen Volkspartei (Polskie Stronnictwo Ludowe) sowie schließlich 1913 des Klubs der Polnischen Volkspartei „Piast“ PSLP (Polskie Stronnictwo Ludowe „Piast“). Er war zugleich 1911 und 1914 Mitglied der Bezirksvertretung und des Bezirksausschusses des Bezirks Brzozów sowie auch des Gemeinderates von Brzozów. Er wurde 1913 ferner Mitglied des Galizischen Landtages und gehörte diesem bis 1914 an. 

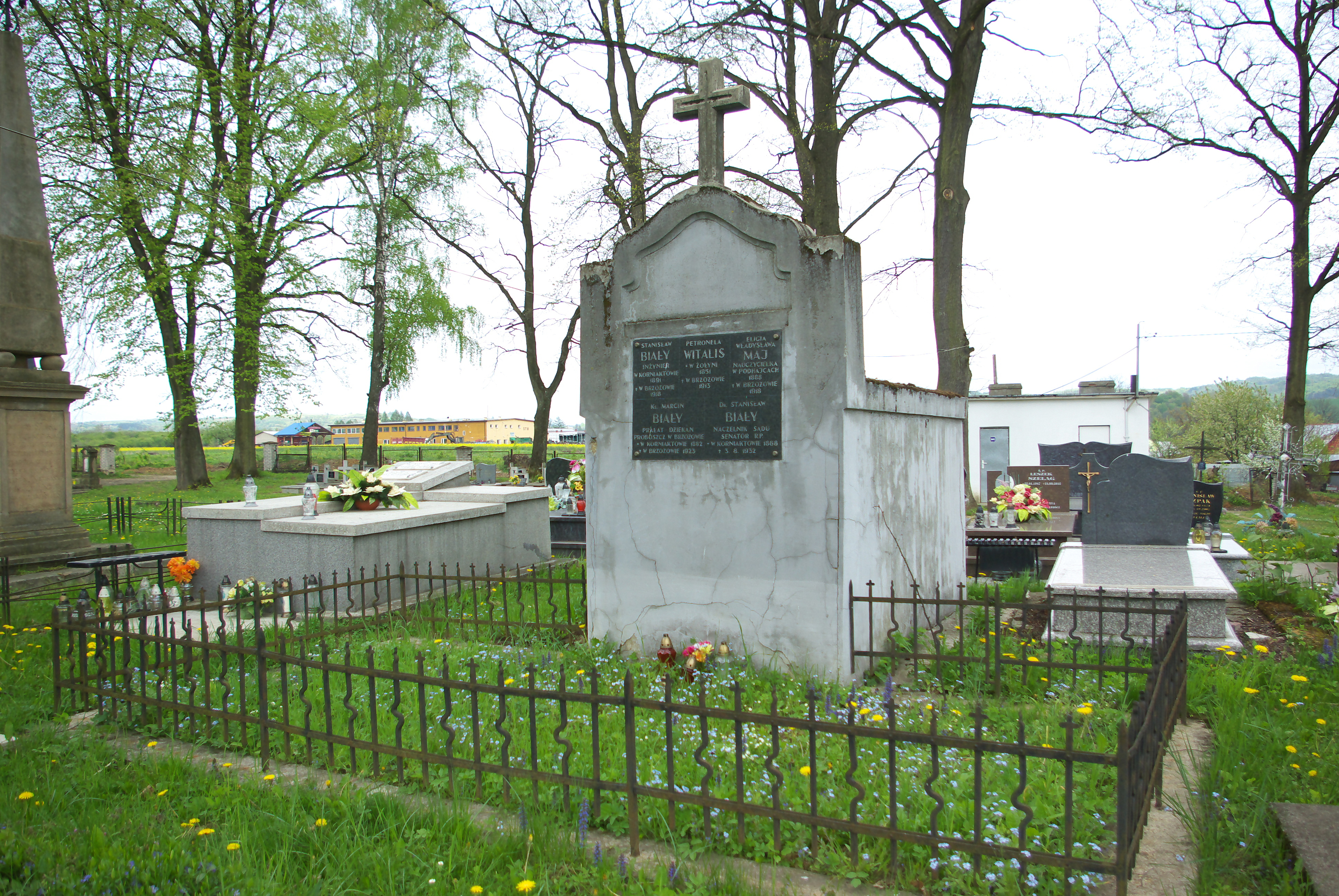
Grabstätte von Stanisław Biały in Brzozów

Während des Ersten Weltkrieges diente Stanisław Biały erst als Oberleutnant-, dann als Hauptmann-Auditor bei einem Truppendivisions-Feldgericht und wurde zudem 1915 zum Landesgerichtsrat ernannt. Nach Kriegsende und der Gründung der Zweiten Polnischen Republik wurde er am 28. November 1922 Mitglied des Senats der Republik Polen und gehörte diesem als Vertreter der PSLP bis zum 13. Juli 1927 an. 1926 trat er als Richter in den Ruhestand, war aber noch als Rechtsanwalt in Brzozów tätig, wo er sich auch als Obmann des Turn- und des Schützenvereins engagierte.
Aus seiner Ehe mit Wanda Nartowska gingen vier Töchter und zwei Söhne hervor.